# Viljandi (stacja kolejowa)
Viljandi (est. Viljandi raudteejaam) – stacja kolejowa w Viljandi, w prowincji Viljandi, w Estonii. Została otwarta w 1897. Stacja krańcowa linii z Tallinna.